# 大為爾の歌
大為爾の歌（たゐにのうた）とは、47字の仮名を用いて作られた五七調の誦文。作者については不明。冒頭が「たゐに」と始まることからこのように称されている。

## 解説
天禄元年（970年）に源為憲が著した『口遊』（くちずさみ）という書物の中に、以下の文が「謂之借名文字」（これを借名〈かな〉文字と謂ふ）という但し書きを最後に付け加えて記されている。
これが大為爾の歌と呼ばれるものである。これについて江戸時代の国学者伴信友は、その著『比古婆衣』（巻之四）の「太為爾歌考」で次のように解読し紹介している。
たゐにいて　なつむわれをそ　きみめすと　あさり（お）ひゆく　やましろの　うちゑへるこら　もはほせよ　えふねかけぬ
（田井に出で　菜摘む我をぞ　君召すと　求〈あさ〉り追ひ行く　山城の　うち酔へる子等　藻〈もは : 藻葉〉干せよ　え舟繋けぬ）
以後現在に至るまで、これが大為爾の歌の解読内容として受け入れられているが、この内容について信友は「一首の意はさだかにとほりてもきこえざれど」、すなわち言葉の意味は取れるが全体としての内容についてはよくわからないと述べている。
『口遊』ではこの歌のあとに注釈があり、当時普及していたあめつちの詞を劣ったものとして退け、この歌の方が勝れていると評しているが（あめつちの詞参照）、現存する文献において大為爾の歌は『口遊』以外に見られず、ほとんど普及しなかったものらしい。いろは歌やあめつちの詞と同様に、同じ仮名を二度使うことなく網羅するが、本来は漢字音のアクセントを習得するために作られたものと見られる。なお大為爾の歌はあめつちの詞と異なりア行の「え」1字しかないが、小松英雄は最終句「えふねかけぬ」が6字しか無く末尾が連体形になっていることに注目し、本来はや行えを加えて「え船繋けぬ江」だったのではないかとし、また第四句の「お」に当たる文字が欠落しているのは単なる誤脱ではなく、のちの音韻変化によりア行の「お」/o/の音がワ行の「を」/wo/の音に変化合流していた時、この誦文を唱えて使用する際に「を」/wo/の音となっていた「お」の仮名を、わざと欠落させていた可能性があることを指摘している。